# Bernard Sachs
Pour les articles homonymes, voir Sachs.
Bernard Sachs (né le 2 janvier 1858 à Baltimore dans le Maryland et mort le 8 février 1944 à New York) est un neurologue américain, connu notamment pour ses travaux sur la maladie de Tay-Sachs.

## Biographie
Après avoir obtenu son diplôme de l'université Harvard en 1878, Sachs poursuit ses études en Europe sous la direction de certains des plus importants médecins de l'époque tel que Adolf Kussmaul, Friedrich Daniel von Recklinghausen, Friedrich Goltz, Rudolf Virchow, Carl Westphal, Theodor Meynert, Jean-Martin Charcot et John Hughlings Jackson. Plus tard en 1885, il traduit en anglais l'ouvrage majeur de Meynert, Psychiatrie .
Il retourne aux États-Unis où il ouvre son cabinet à New York et exerce la neurologie. Il enseigne au New York Polyclinic Hospital et est consultant au Mount Sinai Hospital et au Manhattan State Hospital. À côté de cela, il est éditeur du Journal of Nervous and Mental Disease (1886-1911) et est président de la American Neurological Association (1894 et 1932) .

## Travaux
La maladie de Tay-Sachs est nommée à la suite des travaux de l'ophtalmologiste britannique qui décrit le premier la tache rouge sur la rétine de l'œil humain en 1881 et Sachs qui décrit les changements cellulaires de la maladie et relève en 1887 l'importante prévalence chez les juifs ashkénaze d'Europe de l'Est.

## Publications
Sachs publie plus de 200 articles scientifiques et des livres dont Nervous and Mental Disorders from Birth through Adolescence qui est devenu une référence pour les professionnels de santé. En 1926 il publie The Normal Child, un manuel d'éducation qui devient populaire chez le grand public et dans lequel il se fait l'avocat du sens commun pour l'éducation des enfants et rejette plusieurs théories psychologiques telles que la psychanalyse.